# Mistrzostwa Polski w Łucznictwie 2013
Mistrzostwa Polski w Łucznictwie 2013 – 77. edycja mistrzostw, która odbyła się w dniach 12–15 września 2013 roku na torach łuczniczych Chrobrego Głuchołazy w Głuchołazach.

## Medaliści

### Strzelanie z łuku klasycznego
| Konkurencja           | Złoto                                                                                     | Srebro                                                                           | Brąz                                                                                |
| Indywidualne mężczyzn | Piotr Nowak (Karima Prząsław)                                                             | Maciej Fałdziński (Stella Kielce)                                                | Grzegorz Śliwka (Łucznik Żywiec)                                                    |
| Indywidualne mężczyzn | Piotr Nowak (Karima Prząsław)                                                             | Maciej Fałdziński (Stella Kielce)                                                | Rafał Dobrowolski (Stella Kielce)                                                   |
| Indywidualne kobiet   | Justyna Mospinek-Kluz (Piątka Zgierz)                                                     | Karina Lipiarska (Grot Zabierzów)                                                | Joanna Rząsa (Łucznik Żywiec)                                                       |
| Indywidualne kobiet   | Justyna Mospinek-Kluz (Piątka Zgierz)                                                     | Karina Lipiarska (Grot Zabierzów)                                                | Katarzyna Mickiewicz (Dąbrovia Dąbrowa Tarnowska)                                   |
| Drużynowo mężczyzn    | Marymont Warszawa I Sławomir Napłoszek Kacper Sierakowski Roman Pękalski Michał Suchoński | Łucznik Żywiec I Grzegorz Śliwka Tomasz Cis Daniel Leśniak Bartłomiej Stanko     | Obuwnik Prudnik Kasper Helbin Michał Kamiński Dominik Makowski Damian Idzi          |
| Drużynowo mężczyzn    | Marymont Warszawa I Sławomir Napłoszek Kacper Sierakowski Roman Pękalski Michał Suchoński | Łucznik Żywiec I Grzegorz Śliwka Tomasz Cis Daniel Leśniak Bartłomiej Stanko     | Stella Kielce I Rafał Dobrowolski Maciej Fałdziński Mateusz Bucki Hubert Soboń      |
| Drużynowo kobiet      | Grot Zabierzów Karina Lipiarska Anna Stanieczek Agata Stanieczek Adrianna Kawa            | Łucznik Żywiec I Natalia Leśniak Wioleta Myszor Marlena Wejnerowska Joanna Rząsa | Dąbrovia Dąbrowa Tarnowska Katarzyna Mickiewicz Agata Bulwa Małgorzata Mickiewicz   |
| Drużynowo kobiet      | Grot Zabierzów Karina Lipiarska Anna Stanieczek Agata Stanieczek Adrianna Kawa            | Łucznik Żywiec I Natalia Leśniak Wioleta Myszor Marlena Wejnerowska Joanna Rząsa | Sokół Radom Małgorzata Sobieraj Anna Łęcka-Dobrowolska Joanna Gorczyca Renata Grunt |
| Drużynowo mieszane    | Łucznik Żywiec I Natalia Leśniak Grzegorz Śliwka                                          | Łucznik Żywiec II Wioleta Myszor Tomasz Cis                                      | Społem Łódź I Ewelina Marszałkowska Jakub Szafarz                                   |
| Drużynowo mieszane    | Łucznik Żywiec I Natalia Leśniak Grzegorz Śliwka                                          | Łucznik Żywiec II Wioleta Myszor Tomasz Cis                                      | Obuwnik Prudnik I Aleksandra Wojnicka Kasper Helbin                                 |

### Strzelanie z łuku bloczkowego
| Konkurencja           | Złoto                                                                                     | Srebro                                                         | Brąz                                                                   |
| Indywidualne mężczyzn | Marcin Affek (Marymont Warszawa)                                                          | Andrzej Trzebiński (Bobry Jelenia Góra)                        | Stanisław Kalisiak (Kalinka Szczecin)                                  |
| Indywidualne mężczyzn | Marcin Affek (Marymont Warszawa)                                                          | Andrzej Trzebiński (Bobry Jelenia Góra)                        | Łukasz Lach (Złota Strzała Żywiec)                                     |
| Indywidualne kobiet   | Katarzyna Szałańska (Strzelec Legnica)                                                    | Anna Stanieczek (Orlik Goleszów)                               | Renata Leśniak (MGOKiS Dobczyce)                                       |
| Indywidualne kobiet   | Katarzyna Szałańska (Strzelec Legnica)                                                    | Anna Stanieczek (Orlik Goleszów)                               | Joanna Austyn-Gawryś (Marymont Warszawa)                               |
| Drużynowo mężczyzn    | Dolnoślązak Wrocław I Marcin Szemiot Bogusław Piekarski Marek Ziółkowski Waldemar Worońko | Marymont Warszawa I Marcin Affek Dariusz Gawryś Witold Madziar | Strzelec Legnica Krzysztof Gorczyca Jerzy Dzikowski Jerzy Strzelczyk   |
| Drużynowo mężczyzn    | Dolnoślązak Wrocław I Marcin Szemiot Bogusław Piekarski Marek Ziółkowski Waldemar Worońko | Marymont Warszawa I Marcin Affek Dariusz Gawryś Witold Madziar | Kalinka Szczecin Stanisław Kalisiak Dariusz Barczyk Jerzy Nieznanowski |
| Drużynowo mieszane    | Orlik Goleszów I Anna Stanieczek Konrad Wojtkowiak                                        | Strzelec Legnica Katarzyna Szałańska Krzysztof Gorczyca        | Marymont Warszawa Joanna Austyn-Gawryś Marian Młynarczyk               |
| Drużynowo mieszane    | Orlik Goleszów I Anna Stanieczek Konrad Wojtkowiak                                        | Strzelec Legnica Katarzyna Szałańska Krzysztof Gorczyca        | Orlik Goleszów II Gabriela Cieślar Dariusz Sobel                       |